# Élections sénatoriales de 1989 dans les Ardennes
Les élections sénatoriales dans les Ardennes ont lieu le dimanche 24 septembre 1989. 
Elles ont pour but d'élire les sénateurs représentant le département au Sénat pour un mandat de neuf ans.

## Contexte départemental
Lors des élections sénatoriales du 28 septembre 1980 dans les Ardennes, deux sénateurs UDF sont élus, Maurice Blin et René Tinant remplacé par Christian Masson à la suite de son décès le 6 mars 1984.
Depuis, tous les effectifs du collège électoral des grands électeurs sont renouvelés, avec les élections législatives de 1988 dans les Ardennes, les élections régionales françaises de 1986, les élections cantonales de 1985 et 1988 et les élections municipales françaises de 1989.

## Rappel des résultats de 1980
| Candidat et parti politique | Candidat et parti politique | Candidat et parti politique | Premier tour | Premier tour |
| Candidat et parti politique | Candidat et parti politique | Candidat et parti politique | Voix         | %            |
| --------------------------- | --------------------------- | --------------------------- | ------------ | ------------ |
|                             | Maurice Blin                | UDF                         | 527          | 55,47        |
|                             | René Tinant                 | UDF                         | 503          | 52,95        |
|                             | Jean Delautre               | PS                          | 309          | 32,53        |
|                             | Abel Noreck                 | PS                          | 307          | 32,32        |
|                             | Roger Villemaux             | PCF                         | 198          | 20,84        |
|                             | Jean-Pierre Lambert         | PCF                         | 171          | 18           |
|                             |                             |                             |              |              |
| Inscrits                    | Inscrits                    | Inscrits                    | 965          | 100,00       |
| Abstentions                 | Abstentions                 | Abstentions                 | 1            | 0,25         |
| Votants                     | Votants                     | Votants                     | 964          | 99,75        |
| Blancs et nuls              | Blancs et nuls              | Blancs et nuls              | 14           | 1,45         |
| Exprimés                    | Exprimés                    | Exprimés                    | 950          | 98,55        |

## Sénateurs sortants
| Sénateur | Sénateur         | Parti | Fonctions lors de l'élection en 1980 |
| -------- | ---------------- | ----- | ------------------------------------ |
|          | Maurice Blin     | UDF   | Sénateur sortant                     |
|          | Christian Masson | RPR   | Maire de Termes                      |

## Candidats
Dans les Ardennes, les sénateurs sont élus au scrutin majoritaire à deux tours. 
| Candidats | Candidats         | Parti | Principale fonction                                               |
| --------- | ----------------- | ----- | ----------------------------------------------------------------- |
|           | Maurice Ninitte   | PCF   | Adjoint au maire de Charleville-Mézières                          |
|           | Claude Soulet     | PCF   | Conseiller miunicipal Sedan                                       |
|           | Abel Noreck       | PS    | Maire de Signy-le-Petit                                           |
|           | Lucien Bauchart   | PS    | Conseil général, adjoint au maire de Charleville-Mézières         |
|           | Maurice Blin      | UDF   | Sénateur sortant                                                  |
|           | Michel Daval      | UDF   | Maire de Gernelle                                                 |
|           | Pierre Vassal     | CNIP  |                                                                   |
|           | Jacques Sourdille | RPR   | Président du Conseil général des Ardennes                         |
|           | Michel Dierckens  | RPR   | Conseiller régional, conseiller municipal de Charleville-Mézières |

## Résultats
Les nouveaux représentants sont élus pour une législature de 9 ans au suffrage universel indirect par les 998 grands électeurs du département.
| Candidat et parti politique | Candidat et parti politique | Candidat et parti politique | Premier tour | Premier tour |
| Candidat et parti politique | Candidat et parti politique | Candidat et parti politique | Voix         | %            |
| --------------------------- | --------------------------- | --------------------------- | ------------ | ------------ |
|                             | Maurice Blin                | UDF                         | 576          | 58,24        |
|                             | Jacques Sourdille           | RPR                         | 502          | 50,76        |
|                             | Abel Noreck                 | PS                          | 250          | 25,28        |
|                             | Lucien Bauchart             | PS                          | 249          | 25,18        |
|                             | Michel Daval                | UDF                         | 139          | 14,05        |
|                             | Maurice Ninitte             | PCF                         | 74           | 7,48         |
|                             | Claude Soulet               | PCF                         | 73           | 7,38         |
|                             | Michel Dierckens            | FN                          | 23           | 2,33         |
|                             | Pierre Vassal               | CNIP                        | 11           | 1,11         |
|                             |                             |                             |              |              |
| Inscrits                    | Inscrits                    | Inscrits                    | 998          | 100,00       |
| Abstentions                 | Abstentions                 | Abstentions                 | 5            | 0,50         |
| Votants                     | Votants                     | Votants                     | 993          | 99,50        |
| Blancs et nuls              | Blancs et nuls              | Blancs et nuls              | 4            | 0,40         |
| Exprimés                    | Exprimés                    | Exprimés                    | 989          | 99,60        |